# ネオ・スピードパーク
ネオ・スピードパーク（NEO Speed Park）は、千葉県八千代市島田台1125にあるレンタルカート専用サーキット。株式会社ネオ・スピードパークが運営に当たっている。

## 概要
2010年9月7日に開業。全長526ｍ、最大直線190ｍ、フルグリッド数12台。隣接してゴルフ場（オスカーパークゴルフ公園）がある。

## コース解説
丘の斜面に切り開かれたサーキットであることからカートコースとしては高低差が大きい。2コーナーから6コーナーは高速S字区間となっており、上級者では最高速度60km/h以上に達することもある 。

## 利用方法・ライセンス
- 受付にある入会申込書に必要事項を記入し受付に提出後、年間会員カードが発行される。
- 入会条件
  - 普通自動車運転免許を取得している。
  - 普通自動車運転免許を取得していない場合、JAFゴーカートライセンス[2]、JAFカートライセンス[3]、ヤマハSLライセンス[4]のいずれかを取得している[1]。
- レンタルカート走行は1回3分・6分・8分のプランが設定されている[1]。

## 設備
- クラブハウス兼コントロールタワー
- ピットエリア
- 2階、観客スタンド
- 自動販売機
- トイレ
- 駐車場

## アクセス

### 公共交通機関
- 東葉高速鉄道・八千代緑が丘駅よりタクシーで約15分。
- 北総線・小室駅よりタクシーで約10分。
- 北総線・千葉ニュータウン中央駅より約15分。

### 自動車
- 東関東自動車道：千葉北インターチェンジより15km。
- 常磐自動車道：柏インターチェンジより25kｍ。